# ハイブリストフィリア
ハイブリストフィリア（英: hybristophilia、犯罪性愛）とは、一種の性的倒錯（パラフィリア）で、犯罪者に惹かれてしまうフェティシズムを言う。性的覚醒 ・促進・オルガスムの達成が、強姦、殺人、嘘、不倫、武装強盗などを犯した犯罪者と一緒にいることで起きる性的倒錯である。大衆文化では、この現象は「ボニーとクライド症候群」としても知られている。
多くの知名度の高い犯罪者、特に凶悪犯罪を犯した犯罪者は、おそらくこの現象の結果として、時には刑務所でファンレターを受け取ることがあり、それには恋の告白や性的なことが書かれていることもある。いくつかのケースでは、これらの犯罪者の崇拝者は、愛情の対象とする刑務所内の犯罪者と結婚することもある。
こうした手紙を書く女性、あるいは犯罪で投獄されている男性を追いかける女性は、刑務所グルーピー（犯罪者追っかけ）と呼ばれる。
最も広い意味では、ハイブリストフィリアは、反社会的なダークトライアドのパーソナリティ特性を示す異性に対する嗜好を含むと言える。

## 語彙
この用語は、ギリシア語で「誰かに対して怒りを抱く」という意味のhubrizeinと、『（誰か）への強い親和性／好みを有する』という意味のphilo から出来た言葉である。

## 原因
ハイブリストフィリア（犯罪性愛）の原因に関してはいくつかの推測がなされてきた。たとえば、DeSales大学の法医学心理学の教授であるKatherine Ramslandは、特に男性の連続殺人犯と結婚またはデートした女性の中には、次のような理由を示した者がいると述べている。
- 「自分ならシリアルキラーのような残忍で強力な男を変えることができると信じこんでいる」
- 「殺人犯がかつてそうだった小さな男の子の姿を『見て』、彼を育てようとする」
- 「メディアのスポットライトを浴びたり、本や映画の契約を結びたいという人もいる」
- 「それから、『完璧な彼氏』という概念がある。彼女はいつでも彼がどこにいるのか知っていて、また彼が自分のことを考えていると知っている。彼女は彼が自分を愛していると主張することができ、ほとんどの場合、日常生活で起きる様々な問題に耐える必要はない。やるべき洗濯、彼のための調理、そして彼への説明責任はない。彼女はファンタジーを長期間堪能し続けることができる」
- 「精神保健専門家の中には、殺人者への心酔を、極端な形の狂信と比較した人もいる。彼らはそのような女性を、通常の方法で愛を見つけることができない不安定な人間として、あるいは完成することのないロマンチックな関係を求める「愛を回避する」女性のように見る」[2]

## 実際の例
- ハイブリストフィリア（犯罪性愛）の最も悪名高い例の1つは、逮捕後のシリアルキラー、テッド・バンディに引き寄せられた多数の女性が挙げられる[8]。彼は自分の混雑した裁判の法廷に毎回何十人もの女性を引き寄せた[9]。バンディは収監中にも女性から数百のラブレターを受け取ったとされている。
- シリアルキラーであるジェフリー・ダーマーは、ゲイであるにもかかわらず、刑務所にいる間に魅力的な女性達から手紙やお金、その他の贈り物を受け取っていたと言われている[10]。
- シリアルキラーのリチャード・ラミレスは、刑務所に収監中、75通を超えて文通したグルーピーの女性と結婚した。彼の裁判の間は、何十人もの女性が彼を一目見ようと法廷に集まった。
- チャールズ・マンソンのグルーピーもまた、ハイブリストフィリア（犯罪性愛）の一例という[11]。
- ノルウェー連続テロ事件のアンネシュ・ブレイビク[12]や、ボストンマラソン爆弾テロ事件のジョハール・ツァルナエフ[13]ようなテロリストもまた、ハイブリストフィリア（犯罪性愛）の対象とされている。ブレイビクは少なくとも年に800通の手紙を受け取っており、その大半が女性ファンからの手紙である[14]。
- 日本においては、リンゼイ・アン・ホーカー殺害事件の市橋達也や、安倍晋三銃撃事件の犯人が、犯罪性愛の対象になっていると報じられている[15]。